# Domingo de Soto

Libri decem de iustitia & iure

Domingo de Soto (1494 Segovia – 1560 Salamanca), španělský řeholník, dominikán, teolog, tomista, zpovědník císaře Karla V.

## Život
Studoval na Univerzitě v Alcalá de Henares a v Paříži. V roce 1520 se vrátil na Univerzitu do Alcalá na katedru metafyziky. V roce 1525 vstoupil do Řádu bratří kazatelů. Od roku 1532 začal učit na Univerzitě v Salamance, kde se připojil k Salamancké škole. Byl nástupcem Melchora Cana.
V roce 1545 byl vyslán na Tridentský koncil jako císařský teolog. V roce 1548 intervenoval v otázce Interim Augustanum na Augsburském říšskem sněmu.
Mezi jeho četné teologické a filozofické spisy patří zejména: De iustitia et iure (1557) a Ad Sanctum Concilium Tridentinum de natura et gratia libri tres.

## Dílo
- Summulae, (Burgos, 1529).
- De dominio, (Salamanca, 1534).

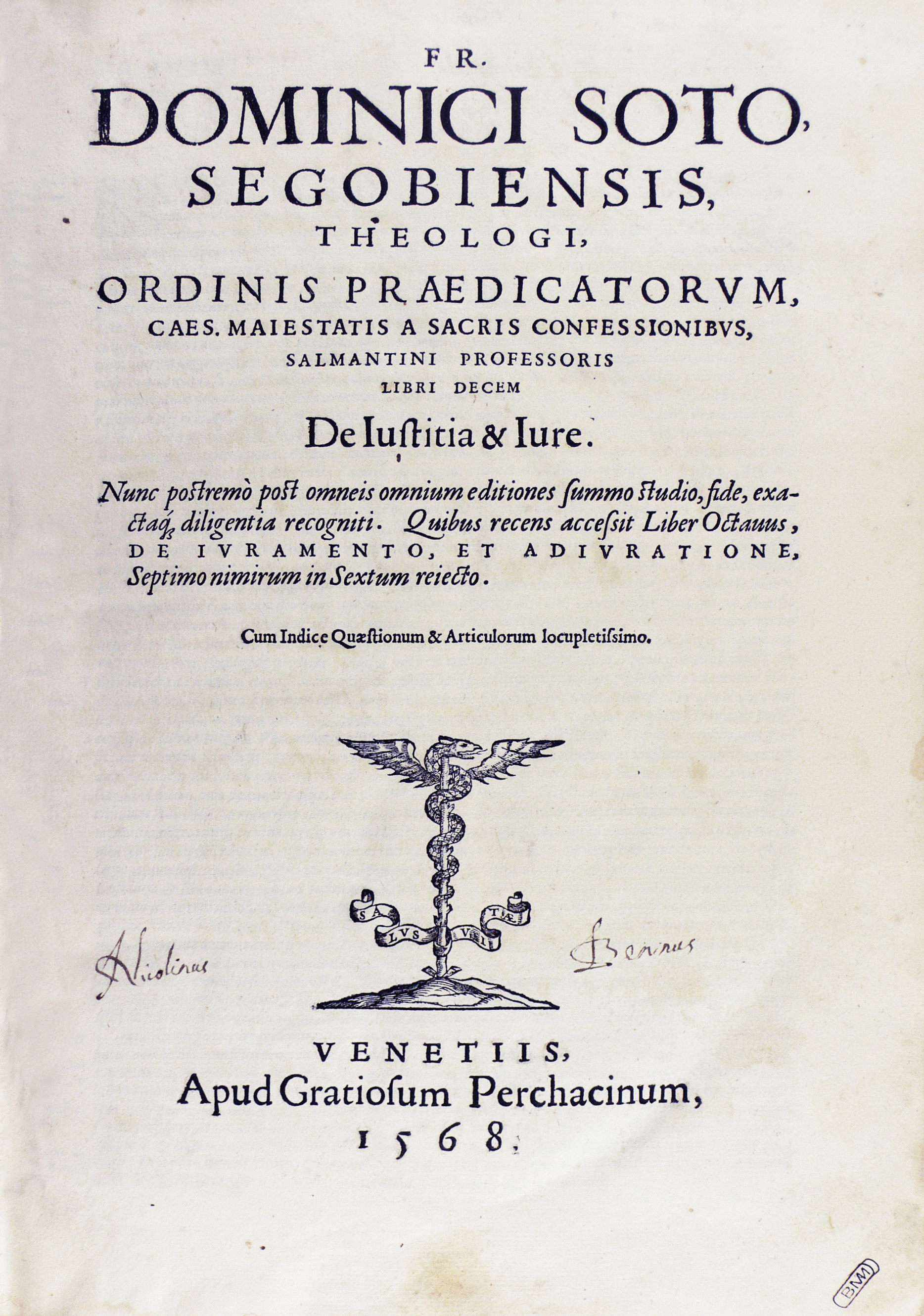
De iustitia et iure, 1568.

- De ratione tegendi et detegendi secretum, (Salamanca, 1541).
- In dialecticam Aristotelis commentarii, (Salamanca, 1544).
- In VIII libros physicorum, 1545.
- Deliberación en la causa de los pobres, 1545.
- De natura et gratia libri III, 1547.
- Ad Sanctum Concilium Tridentinum de natura et gratia libri tres, (Venecia, 1547).
- Comment. in Ep. ad Romanos, 1550.
- De justitia et jure, 1553.
- An liceat civitates infidelium, (Salamanca, 1553).
- In IV sent. libros comment. 1555-6.
- De justitia et jure libri X, (Salamanca, 1556).
- In quartum Sententiarum, (Salamanca, 1557).